# KB저축은행
KB저축은행은 대한민국의 저축은행이자 KB금융지주의 계열사이다.

## 역사
KB금융지주가 제일저축은행을 인수하여 2012년 1월 KB저축은행을 출범시켰으며 2014년 1월 예한솔저축은행을 흡수합병하였다.

## 영업점
| 지점                                              |
| 본점영업부 서울특별시 송파구 송파대로 260         |
| 여의도지점 서울특별시 영등포구 여의대방로 69길 23 |
| 분당지점 경기도 성남시 분당구 야탑로 81길 10      |